# Copa Merconorte
A Copa Merconorte (portugálul: Copa Mercosur) egy megszűnt, a CONMEBOL által kiírt labdarúgósorozat volt, amit 1998 és 2001 között rendeztek meg.
A sorozatban Bolívia, Ecuador, Kolumbia, Peru és Venezuela, 2000-től meghívásos alapon a CONCACAF zónából Costa Rica, Mexikó és az USA csapatai vettek részt. Külön selejtezőt nem kellett vívni, minden országból a gazdaságilag legversenyképesebb csapatok kaptak meghívást. Párja a Copa Mercosur volt. Miután mindkettő megszűnt, 2002 óta a Copa Sudamericana kerül megrendezésre minden évben.
A legsikeresebb csapat a kolumbiai Atlético Nacional, 2 győzelemmel.

## Kupadöntők
| 1998 Részletek | Atlético Nacional | 3 - 1 1 - 0                     | Deportivo Cali         | El Nacional  | Millonarios   |
| 1999 Részletek | América Cali      | 1 - 2 1 - 0 (büntetőkkel) 5 - 3 | Independiente Santa Fe | Alianza Lima | Caracas       |
| 2000 Részletek | Atlético Nacional | 0 - 0 2 - 1                     | Millonarios            | Chivas       | Emelec        |
| 2001 Részletek | Millonarios       | 1 - 1 1 - 1 (büntetőkkel) 3 - 1 | Emelec                 | Club Necaxa  | Santos Laguna |

## Klubonként
| Csapat                 | Győzelmek | Második hely |
| ---------------------- | --------- | ------------ |
| Atlético Nacional      | 2         | —            |
| Millonarios            | 1         | 1            |
| América Cali           | 1         | —            |
| Deportivo Cali         | —         | 1            |
| Independiente Santa Fe | —         | 1            |
| Emelec                 | —         | 1            |

## Országonként
| Ország   | Győzelmek száma | Második hely |
| -------- | --------------- | ------------ |
| Kolumbia | 4               | 3            |
| Ecuador  | —               | 1            |